# Johann V. (Nassau)
Johann V. (* 9. November 1455 in Breda; † 30. Juli 1516 in Dillenburg) war von 1475 bis 1516 Graf zu Nassau-Dillenburg, Katzenelnbogen, Vianden und Diez, Herr zu Breda, Diest und Grimbergen.

## Familie
Johann war das jüngste von fünf Geschwistern aus der Ehe von Graf Johann IV. von Nassau-Dillenburg und Maria von Loon-Heinsberg. Sein Bruder Engelbert II. wurde später Generalstatthalter der Niederlande; seine Schwester Anna wurde durch Heirat Herzogin von Braunschweig-Lüneburg und Regentin des Fürstentums Lüneburg sowie letzte Gräfin von Katzenelnbogen.
1482 heiratete er Elisabeth von Hessen, die Tochter des Landgrafen Heinrich von Hessen-Marburg und dessen Frau Anna von Katzenelnbogen. Aus seiner Ehe mit Elisabeth von Hessen-Marburg entstammen folgende Kinder:
- Heinrich III. (* 12. Januar 1483; † 14. September 1538), Erbe von Breda
- Johann (1484–1504)
- Ernst (* 1486)
- Wilhelm der Reiche (* 10. April 1487; † 6. Oktober 1559), Erbe von Dillenburg
- Elisabeth (* 1. Dezember 1488; † 3. Juni 1559) ⚭ Graf Johann III. zu Wied-Runkel († 18. März 1533)
- Maria (* 1. Februar 1491;  1547) ⚭  Jobst I. von Schaumburg (* 1483; † 5. Juni 1531)

## Leben
Durch die Erbteilung seines Vaters Johann IV. von Nassau-Dillenburg 1472 fielen ihm die rechtsrheinischen, deutschen Besitzungen Nassaus zu, darunter das Siegerland mit der Residenz in Siegen, aber auch Dillenburg, Herborn und Haiger. 1476 konnte er in Siegen ein „Hohes Gericht“ einrichten. 1478 traf er Regelungen zum Eisenstein- und Kohlenhandel wie für das Hüttenwesen. Nach dem Tod des Vaters 1475 wurde Johanns V. älterer Bruder Engelbert II. Erbe der niederländischen Besitzungen um Breda, während Johann selbst Graf von Nassau-Dillenburg wurde. Johann beerbte dann auch Engelbert, als dieser 1504 starb. Erbstreitigkeiten um die Grafschaft Katzenelnbogen, angefeuert mit seiner Heirat mit Elisabeth Landgräfin zu Hessen-Marburg 1482, konnten erst 1557, lange nach dem Tode von Johann V., zu einem Ende gebracht werden. Johann V. war für seine rege Bautätigkeit in den nassauischen Regierungssitzen Siegen, Dillenburg und Herborn bekannt. In Siegen ließ er unter anderem die Befestigungsanlage im Bereich Kölner Tor und Obergraben ausbauen.
1484/1485 unternahm er zusammen mit seinem Schwager Graf Philipp I. zu Hanau-Münzenberg eine Pilgerreise nach Jerusalem. Mit stattlichem Gefolge führte die Reise über Augsburg und Innsbruck nach Venedig, wo man am 10. Juni 1484 über den Seeweg entlang der dalmatinischen Küste über ägäische Gewässer am 29. Juli 1484 Jerusalem erreichte. Johann V. wurde in der Jerusalemer Grabeskirche zum  Ritter vom Heiligen Grab geschlagen. Die Rückreise führte ihn und Graf Philipp I. über Rom, wo sie am 3. Dezember 1484 aufbrachen und über Siena und Florenz sowie Bologna den Heiligen Abend 1484 in Trient verbrachten. Am 28. Januar 1485 traf Johann V. wieder in Dillenburg ein; am 3. Februar 1485 in Siegen.
Nach seiner Wallfahrt nach Jerusalem war Johann V. Terziarier des Dritten Ordens der Franziskaner geworden. 1495 gründete er das Minoritenkloster Siegen. Bereits sein Vater hatte Johann IV. hatte sich 1473 mit dem Mainzer Erzbischof Adolf II. zu Nassau hierzu vereinbart, die bauliche Umsetzung wurde aber von Johann V. in Angriff genommen. Papst Innozenz VIII. stimmte am 15. März 1486 dem Klosterbau zu. Am 25. März 1489 bezogen dann 11 Mönche das noch unfertige Franziskanerkloster in Siegen; 1534 wurde das Kloster im Zuge der Reformation aufgelöst und die Mönche aus Siegen vertrieben. Er ließ sich nach seinem Tod im Mönchsgewand der Barfüßer (Franziskanerbrüder)  in der Klosterkirche neben dem Altar des heiligen Franziskus beisetzen. Nach dem Brand 1695 wurde an ihrer Stelle das Untere Schloss errichtet. Zu diesen Beisetzungsfeierlichkeiten erschienen 200 Priester in Siegen.

## Weblink
- Nassau-Dillenburg, Johann V. Graf von. Hessische Biografie. (Stand: 17. Mai 2024). In: Landesgeschichtliches Informationssystem Hessen (LAGIS).